# Cryptonomicon
Cryptonomicon ist ein Roman von Neal Stephenson, der 1999 erschien. Die deutsche Fassung wurde im Manhattan Verlag veröffentlicht. Cryptonomicon wurde von Juliane Gräbener-Müller und Nikolaus Stingl aus dem Englischen ins Deutsche übersetzt. Der Barock-Zyklus von Stephenson, der Ende des 17. Jahrhunderts und Anfang des 18. Jahrhunderts spielt, greift der Handlung des Cryptonomicons inhaltlich voraus.

## Handlung
Der Roman besteht aus mehreren Handlungslinien, zwischen denen kapitelweise gesprungen wird. Drei Haupthandlungsstränge spielen zur Zeit des Zweiten Weltkriegs, ein weiterer in der Gegenwart. Die Hauptcharaktere sind Corporal Bobby Shaftoe (Zweiter Weltkrieg), Lawrence Pritchard Waterhouse (Zweiter Weltkrieg), Goto Dengo (Zweiter Weltkrieg und Gegenwart), Enoch Root (Zweiter Weltkrieg und Gegenwart), Randall (Randy) Lawrence Waterhouse (Gegenwart), sowie Douglas „Doug“ MacArthur Shaftoe (Zweiter Weltkrieg und Gegenwart) und seine Tochter America (Amy) (Gegenwart). Aus den Familiennamen lässt sich ableiten, dass die Hauptcharaktere teilweise miteinander verwandt sind. (Anm.: Im Folgenden wird versucht, die Haupthandlung nach Handlungssträngen getrennt zu skizzieren. Viele Nebenhandlungen müssen dabei außer Acht gelassen werden, und die Feinheiten der ineinandergreifenden Handlungsstränge gehen dabei verloren.)
Randys Großvater Lawrence Waterhouse ist ein genialer Mathematiker und arbeitet unter anderem zusammen mit dem – nicht fiktiven – Alan Turing in Bletchley Park an der Entzifferung von Kryptographiesystemen der deutschen Wehrmacht. Dadurch, dass das Verschlüsselungssystem der Enigma geknackt wurde und die Alliierten die daraus erhaltenen Informationen zu ihrem Vorteil nutzen, ergeben sich Auffälligkeiten, wie z. B. die Versenkung sämtlicher U-Boot-Tanker. Um derartige statistische Anomalien und damit die Existenz der wertvollen Informationsquelle Ultra bzw. Mega (die Bezeichnung bei den Amerikanern) vor den Deutschen, allen voran Rudolf von Hacklheber, einem ehemaligen Studienkollegen von Waterhouse und Turing, zu verbergen, wird unter strengster Geheimhaltung die Abteilung 2702 gegründet. Diese soll derartige Problemfälle finden, Ideen zu ihrer Verschleierung entwickeln (beides Lawrence Waterhouses Aufgabe) und diese Ideen in die Tat umsetzen. Für letzteres zeichnen allen voran Bobby Shaftoe und Enoch Root verantwortlich. Die beiden hatten sich auf Guadalcanal kennengelernt, als Root Shaftoe, den einzigen Überlebenden seiner alten Einheit, gerettet hatte.
Im Verlauf eines ihrer teilweise skurrilen Einsätze werden Shaftoe und Root von einer deutschen U-Boot-Besatzung gefangen genommen. Shaftoe weiß allerdings von Karl Dönitz’ Goldtransporten nach Japan. (Er hat, im Rahmen einer Bergungsaktion der Abteilung 2702, die Goldbarren in einem anderen deutschen U-Boot gesehen, kurz bevor dieses versank.) Dönitz will das U-Boot versenken lassen, um die Transporte geheim zu halten. Shaftoe, Root und Bischoff, der nicht ganz linientreue, ehemalige Kapitän des U-Bootes, flüchten nach Schweden. Dort treffen sie später auf von Hacklheber, der mittlerweile ebenfalls aus Deutschland fliehen musste. Gemeinsam gründen sie eine Verschwörung, um des mit den U-Booten verschobenen Goldes habhaft zu werden.
Shaftoe kehrt in den Militärdienst zurück und wird nach einigen Umwegen von General Douglas MacArthur höchstpersönlich in Geheimmission auf die Philippinen geschickt. Dort macht er sich während der Wirren der Rückeroberung durch die Amerikaner auf die Suche nach seiner Freundin Glory und ihrem gemeinsamen Sohn (von dem er erst vor Ort erfahren hat). Während er herausfinden muss, dass Glory an Lepra erkrankt ist, findet er seinen Sohn gesund und wohlbehalten im zerstörten Manila. Kurz darauf fällt Shaftoe bei der Eroberung eines der letzten Widerstandsnester der Japaner.
Die Japaner haben ihre Goldreserven und das Nazi-Gold auf die Philippinen geschafft, damit sie nicht den nahenden US-Amerikanern in die Hände fallen. Goto Dengo, im Verlauf des Krieges schon arg gebeutelt, im Zivilleben Bergbauingenieur, hat die Aufgabe, die Hauptlagerstätte für das Gold zu bauen. Er entwirft ein labyrinthartiges Gängesystem mit Luftschächten, blind endenden Gängen und einer „Lockvogelkammer“, das von Zwangsarbeitern bergmännisch in das Steilufer eines Flusses getrieben und, nachdem alles Gold gelagert ist, versiegelt und geflutet wird. Während seiner Arbeiten wächst in Goto Dengo der Verdacht, dass keiner der Beteiligten die Operation überleben soll. Deshalb lässt er von einer kleinen Gruppe der Zwangsarbeiter heimlich eine Luftkammer bauen und mit Vorräten versorgen, wodurch er und seine Mitwisser dem Tod entgehen. In der Schlacht um Manila ergibt er sich Shaftoe, mit dem er sich in seiner Zeit in Shanghai angefreundet hatte, und wird von diesem MacArthur vorgestellt.
Bischoff nimmt (im Interesse der Verschwörung) wieder ein Kommando an, und zwar auf einem neuen, experimentellen Walter-U-Boot. Im Südpazifik trifft er wieder mit von Hacklheber zusammen, der auf einer Segelyacht hierhergelangt war. Die Verschwörer finden heraus, dass Goto Dengo den Ort der Hauptlagerstätte des Goldes kennt. Bei der Bergung eines ersten, kleineren Goldschatzes, mit dessen Hilfe sie das Land um die Hauptlagerstätte erwerben und das Gold heben wollen, werden von Hacklheber und Bischoff von Waterhouse überrascht, dem es gelungen ist, den Geheimcode der Verschwörung zu entschlüsseln, dieses Wissen aber für sich behält und in seiner weiteren Arbeit die Verschwörung schützt. Kurz nach diesem Zusammentreffen wird das U-Boot von alliierten Bombern versenkt. Nur Bischoff kann dem Wrack entkommen, überlebt aber vermutlich das Auftauchen aus der großen Tiefe nicht (auch wenn das im Buch offenbleibt).
Enoch Root ist damit der einzige Überlebende der Verschwörung, kann ohne die Hilfe seiner Mitverschwörer und ohne finanzielle Mittel das Ziel der Verschwörung nur im Stillen und im Hintergrund weiterverfolgen.
Randy ist ein typischer Nerd, hat sich aber in gewissem Maße mit gesellschaftlichen Konventionen arrangiert. Anfangs will er mit seinem Geschäftspartner Avi nur einen Datenhafen errichten. Beim Verlegen eines Seekabels findet der damit beauftragte Douglas Shaftoe (der Sohn von Bobby Shaftoe) ein gesunkenes, geheimnisvolles Nazi-U-Boot (Bischoffs U-Boot). Artefakte in dem U-Boot lassen auf eine Verbindung zu Randys Großvater schließen, woraufhin Randy dessen Nachlass genauer untersucht und dabei auf eine Spur des japanischen Kriegsgoldes stößt (die von Lawrence Waterhouse zum Schutz der Verschwörung unterschlagenen Informationen). Bevor Randy diese Spur jedoch auswerten und verfolgen kann, versuchen zwielichtige Kreise (u. a. einer der ehemaligen Zwangsarbeiter, denen Goto Dengo zum Überleben verholfen hat), ihm die (noch verschlüsselten) Informationen abzujagen. Es gelingt ihm aber, mit dem mal im Hintergrund, mal im Vordergrund wirkenden Enoch Root, seine Gegenspieler auf eine falsche Fährte zu setzen und mit Avi, America, Douglas Shaftoe und Enoch Root auf die Suche nach dem echten Schatz zu gehen und ihn mit Goto Dengos Hilfe (inzwischen ein hoch angesehener Bauunternehmer) zu heben.

## Kryptologie
Wie der Titel schon nahelegt, ist Kryptologie eines der zentralen Themen des Buches, und entsprechend finden sich mehrfach in die Handlung eingestreut sehr anschauliche Erklärungen einiger Grundlagen dieser Wissenschaft, sowie von Problemen bei ihrer praktischen Anwendung. Die Riemannsche Zeta-Funktion wird mehrfach in Zusammenhang mit den fiktiven Kryptocodes Azure, Pufferfish und Arethusa erwähnt.

### Solitaire
Ein von Bruce Schneier eigens für dieses Buch entwickelter Verschlüsselungsalgorithmus namens Solitaire soll allen Freiheitskämpfern, die dafür Verwendung haben, eine sichere Verschlüsselung an die Hand geben. Die Verschlüsselung lässt sich mit einem Kartenspiel, das aus 52 Karten und zwei verschiedenen Jokern besteht, und genügend Zeit durchführen. Im Anhang des Buches wird die Anwendung des Algorithmus ausführlich beschrieben.

## Trivia
- Im Verlauf der Geschichte verwenden die Protagonisten diverse Betriebssysteme auf ihren Computern, darunter Microsoft Windows, Unix und BeOS. Einzig das Betriebssystem Linux taucht unter dem fiktiven Namen „Finux“ auf. Stephenson begründet das damit, dass er auf diese Weise Beschwerden von Linux-Nutzern vorbeugen wollte, die sich über Abweichungen zwischen dem Betriebssystem im Buch und in der Realität beschweren könnten.[2]
- In seinem Buch Inside WikiLeaks bezeichnet Daniel Domscheit-Berg den Roman als Julian Assanges „Schlüssel-Lektüre“ (neben Büchern von Solschenizyn). Ferner schreibt er, beide haben das Buch intensiv studiert. Es diente ihnen als Inspiration für ihre Idee eines Medienfreihafens in Island.[3]

## Ausgaben
- 1999: amerikanische Originalausgabe: „Cryptonomicon“, Avon Books, New York, ISBN 0-380-97346-4, S. 918.
- 2001: deutsches Taschenbuch: „Cryptonomicon“, Goldmann, ISBN 3-442-54529-3, S. 1180.
- 2001: deutsches E-Book: „Cryptonomicon“, Manhattan, Random House Audio, ISBN 978-3-89480-691-0.